# Magnolia globosa
Magnolia globosa es una especie de planta fanerógama perteneciente a la familia Magnoliaceae. Es nativa de Bután, sudoeste de China (Sichuan, Xizang, Yunnan), nordeste de India (Assam, Sikkim), norte de Birmania, y este de Nepal.

## Características
Es un gran arbusto caduco o pequeño árbol que alcanza los 7-10 m de altura. Las hojas son aovadas, elíptica-ovada o ampliamente ovada de 10-24 cm de longitud y 5-14 cm de ancho, de color verde oscuro en el haz y pálido y brillante en el envés con el ápice acuminado. Las flores son de color crema blanco de 6-7,6 cm de ancho con 9-12 tépalos todos del mismo tamaño y aromáticos.
Está estrechamente relacionado con Magnolia wilsonii y Magnolia sieboldii, y raro de cultivar. Las flores son menos espectaculares que los de otras especies del género.

## Taxonomía
Magnolia globosa fue descrito por Hook.f. & Thomson y publicado en Flora Indica: being a systematic account of the plants . . 1: 77. 1855.
Etimología
Magnolia: nombre genérico otorgado en honor de Pierre Magnol, botánico de Montpellier (Francia).
globosa: epíteto latino que significa "con forma de globo".
Sinonimia
- Yulania japonica var. globosa (Hook.f. & Thomson) P.Parm., Bull. Sc. France Belgique 27: 258 (1895).
- Oyama globosa (Hook.f. & Thomson) N.H.Xia & C.Y.Wu, in Fl. China 7: 67 (2008).
- Magnolia tsarongensis W.W.Sm. & Forrest, Notes Roy. Bot. Gard. Edinburgh 12: 215 (1920).[3][4]